# ملادا ووژیتسه
ملادا ووژیتسه (به چکی: Mladá Vožice) یک منطقهٔ مسکونی و شهرستان دارای شهرک سابقاً روستا در جمهوری چک است که در منطقه تابور واقع شده‌است.
 ملادا ووژیتسه  ۲٬۷۲۸ نفر جمعیت دارد.